# Székely ispán
A székely ispán (Comes Siculorum): a székelyek fölé helyezett ispán, a középkori székely közigazgatás vezetője, a székelyek katonai parancsnoka és legfőbb bírója. Kezdetben fennhatósága szász területekre is kiterjedt. 1235-ben említették először. A székely ispánt a magyar király nevezte ki, nem a székelyek közül került kiválasztásra. A székely ispánok megbízásukat általában más tisztségeik mellett töltötték be. 1462-ig az erdélyi vajdától független méltóságnak tekinthető, ez után, mint önálló ispánság megszűnt – az erdélyi vajda fennhatósága alá került. A székely ispán az országbárók (Barones regni) közé tartozott, de az oklevelek méltóságsoraiban csak ritkán szerepeltették.

## A székely ispánok területi fennhatósága
Ispánságai: Beszterce, Radna, Medgyes, Brassó
Királyi várai: Höltövény (Barcaság), Görgény (Torda), később Törcsvár és Királykő
Székhelye: Görgény

## A székely ispánok listája
Az első teljesnek tekinthető székely ispán listát Lázár Miklós állította össze.
| Név                    | Bánságának ideje | Uralkodó                     | Megjegyzés                                            |
| ---------------------- | ---------------- | ---------------------------- | ----------------------------------------------------- |
| Szoboszló fia Bogomér  | 1235 előtt       | IV. Béla                     | 1228-ban már mint: székely comes et ductor            |
| Moyus                  | 1291             | III. András                  | Albert (chychety bán) fia Moys                        |
| Bő nembeli Fogos Péter | 1294-1300        | III. András                  |                                                       |
| Losonci István         | 1315             | Károly Róbert                | később szörényi bán                                   |
| Losonci Tamás          | 1319             | Károly Róbert                | Losonci István testvére                               |
| Simon                  | 1321-1322        | Károly Róbert                | Mihály, solymosi várnagy fia                          |
| Szécsényi Tamás        | 1322             | Károly Róbert                | ez évben már erdélyi vajda is                         |
| Hermann nembeli Lachk  | 1329-1343        | Károly Róbert, Nagy Lajos    |                                                       |
| Lackfi András          | 1342-1351        | Nagy Lajos                   | Lachk székely ispán fia; később erdélyi vajda         |
| Bereczk fia Miklós     | 1351             | Nagy Lajos                   |                                                       |
| Lőkös                  | 1353-1355        | Nagy Lajos                   |                                                       |
| Gilétfi János          | 1358             | Nagy Lajos                   | Miklós nádor fia                                      |
| Lackfi Dénes           | 1360             | Nagy Lajos                   | 1359-ben már erdélyi vajda                            |
| Lackfi Miklós          | 1361-1367        | Nagy Lajos                   | Lackfi Dénes testvére                                 |
| Lackfi István          | 1367-1371        | Nagy Lajos                   |                                                       |
| Losonci László         | 1372-1375        | Nagy Lajos                   | később erdélyi vajda                                  |
| Petew fia Miklós       | 1377-1380        | Nagy Lajos                   |                                                       |
| Losonci Miklós         | 1383-1385        | Mária királynő               | Losonci László testvére                               |
| Balk                   | 1385-1390        | Mária királynő, Zsigmond     | Szász vajda fiai                                      |
| Kanizsai (II.) István  | 1390-1395        | Mária királynő, Zsigmond     | Osl nembeli                                           |
| Perényi Péter          | 1397-1398        | Zsigmond                     | Perényi Simon fia                                     |
| Maróti János           | 1398             | Zsigmond                     | Perényi Péterrel                                      |
| Perényi Péter          | 1401             | Zsigmond                     |                                                       |
| Csáki György           | 1401-1403        | Zsigmond                     | Georgius filius Stephani de Macha (Mácsai György)     |
| Haraszti János         | 1404             | Zsigmond                     |                                                       |
| Monostori László       | 1404             | Zsigmond                     | Haraszti Jánossal                                     |
| Marcali Dénes          | 1404             | Zsigmond                     | Marcali Miklós erdélyi vajda testvére                 |
| Nádasi Mihály          | 1405-1419        | Zsigmond                     | a Sárkány-rend tagja                                  |
| Bebek Péter            | 1423-1426        | Zsigmond                     | Bebek Detre nádor fia                                 |
| Kusalyi Jakcs János    | 1427-1432        | Zsigmond                     | György tárnokmester fia                               |
| Kusalyi Jakcs Mihály   | 1427-1438        | Zsigmond, Albert             | István fia; később erdélyi vajda                      |
| Tamási Henrik Mihály   | 1437-1438        | Zsigmond, Albert             | Kusalyi Jakcs Mihállyal; Tamási János vajda fia       |
| Bebek Imre             | 1438-1440        | Albert, I. Ulászló           | Imre vajda unokája; később erdélyi vajda              |
| Csáki Ferenc           | 1438-1441        | Albert, Erzsébet, I. Ulászló | Csáki György fia                                      |
| Zoltáni Lőrinc         | 1439             | Albert                       |                                                       |
| Kusalyi Jakcs Mihály   | 1439             | Erzsébet                     | Csáki Ferenccel                                       |
| Losonci Dezső          | 1441             | Erzsébet                     | előtte erdélyi vajda                                  |
| Losonci Bánfi István   | 1441             | Erzsébet                     | Losonci Dezsővel; Dénes bán unokája                   |
| Újlaki Miklós          | 1442-1450        | I. Ulászló; V. László        | Ujlaki László macsói bán fia; egyben erdélyi vajda is |
| Hunyadi János          | 1443-1446        | I. Ulászló; V. László        | egyben erdélyi vajda is                               |

(bővítés alatt)